# 追憶の夜想曲
『追憶の夜想曲』（ついおくのノクターン）は、中山七里の推理小説。『贖罪の奏鳴曲』の続編として、『メフィスト』（講談社）にて2012年vol.2から2013年vol.2まで全4回連載され、講談社より2013年11月21日に単行本、2016年3月15日に講談社文庫が発売された。
今までも続編らしきものはあったが、著者の中山は今作こそがデビュー4年目にして「初めての続編」「正統な続編」であると位置づけている。小説家は1作1作にキャラクターの魅力もテーマも全てを投入しているため次を書いても味が薄まるという考えから、以前から”続編”を書くことには抵抗があった。『贖罪の奏鳴曲』に関しても書き終えた時点では続編の構想は無かったが、編集部から「是非続編を！」とリクエストされたことと、自分でも『贖罪の奏鳴曲』に関しては未完で、シリーズではなくきちんとその後を書かなければいけないという思いがあったため、執筆を決めた。前作の最初のプロットでは御子柴は死んだことになっていたが、後味が悪かったため実際に刊行する際に生死はぼかしており、続編を決めた時に中山は「あぁ、殺さなくてよかった。」と安堵したという。
タイトルや作中に登場するショパンのノクターンはトラウマや思い出を想起させる意味合いで選ばれ、作中では被告人の亜希子と御子柴が共通して背負っている原罪が描かれている。また、家族や親子というのが本作の裏テーマであったため、御子柴の敵役には今まで描いてきたキャラクターの中で最も親子関係がうまくいっておらず、息子・岬洋介との関係に悩む岬恭平に白羽の矢が立てられた。また、内容がドロドロなため、ブラック・ジャックがモデルである御子柴礼司に対し、ピノコを出す感覚でアクセントとして純真無垢な女の子である津田倫子を登場させた。
キャッチコピーは『悪から善へのどんでん返し』。

## あらすじ
左脇腹を刺されて生死の境をさまよったものの、3か月後、弁護士の御子柴礼司は無事に職場復帰を果たした。事件を担当した老獪な刑事が気をきかせたのか御子柴の過去は一切伏せられたままで表沙汰にならなかったためである。御子柴は自分への懲戒請求をおさめ、死体遺棄の件についても「物的証拠は何一つない」ということをしらしめて起訴させなかった谷崎完吾の元に顔を出した後、懲戒請求を出した張本人である宝来兼人のオフィスへと向かう。御子柴は宝来の事務所が今まで行ってきた日弁連規定に抵触するばかりか非弁行為にも当たると思われる業務の数々と証拠を持参し、公にしてほしくなければ昨日控訴手続きをしたばかりの津田伸吾殺害事件の弁護を自分と代われという要求を突き付ける。
津田伸吾殺害事件……平凡なただの主婦である津田亜希子が、「他の男性と一緒になりたかったから」という身勝手な動機で夫である伸吾をカッターナイフで殺害。犯行を認めているうえに先日東京地裁で行われた裁判員裁判によって懲役16年の判決が下されたばかりの事件。多少減刑させられたとしても名を挙げられるようなものでも高額な報酬が望めるようなものでも無い。御子柴の真意を測りかね訝しく思いながらも、宝来は要求をのみ、今までの公判記録全てを渡す。
担当弁護士が御子柴に変わったことは、裁判で対峙する検察官・岬恭平の耳にも入る。なぜ御子柴がこの事件に固執するのか疑問に思った岬は、亜希子取り調べの様子を記録した録画映像を確認するが、何度見ても検察側の主張に瑕疵は見当たらない。控訴審の裁判長である三条護の元を訪れ探りを入れるも、やはり御子柴の真意はわからず岬は得体の知れない不安を覚える。一方、御子柴は亜希子と面談し、亜希子の自宅にも訪れ、現場と供述調書を照らし合わせ、義父の津田要蔵や娘の津田倫子から詳しい話を聞き、着々と裁判に備えていた。
そして迎えた控訴審第一回公判。御子柴は冒頭で声高々に、被告人・津田亜希子の無罪を主張する。そしてDVの可能性から正当防衛を主張するが、亜希子が隠していた事実から、岬に簡単に覆されてしまう。亜希子にはまだ隠していることがあり、改めて訪れた津田家の様子にも違和感を感じ、それが突破口になると感じた御子柴は、亜希子の戸籍や母子手帳、そして生家など各所を飛び回る。そして第二回公判で正当防衛の成立要件のうちの急迫性の侵害を立証する。さらに最終弁論では亜希子が9歳の時にかかっていたという病院の元院長・溝端庄之助を召喚し、妹が被害者となった過去のある事件により亜希子はPTSDにかかっていること、それによって先端恐怖症の症状があったことを証言させる。御子柴は現在も亜希子がカッターナイフを握ることもできない状態であり、犯行が不可能であることを立証するが、それと同時にその原因となった事件が実は〈死体配達人〉と称された過去に御子柴自身が起こした事件であることを明るみにせざるを得ず、御子柴は法廷内の全員から指弾され、亜希子からも解任されてしまう。
マスコミが押し寄せる正面玄関を避けて弁護士会館へと向かおうとする御子柴に、要蔵は声をかけ、礼をのべる。同じく追ってきた岬は、亜希子の罪状を犯人隠避に切り替え、あらためて真犯人に正しい裁判を受けさせると意気込むが、そこで御子柴は裁判で明らかにしなかった真相を2人に告げる。

## 登場人物

### 御子柴法律事務所・法曹界
御子柴 礼司（みこしば れいじ）
主人公。腕は確かだが、依頼人に高額報酬を要求することで有名な弁護士。港区虎ノ門に御子柴法律事務所を構え、現在は企業3社と顧問契約を結んでいるが、ホームページやブログ、Twitterなどで宣伝は一切行なっていない。数少ない美徳として、弁護を引き受けたからには全力をもって臨むというモットーがある。尖った耳と酷薄そうな唇をしており、能面のように無表情な顔は感情が読めない。
名前に変わっているため今では限られた人間しか知らないことだが、実は〈死体配達人〉として世間を恐怖に陥れ、医療少年院に入っていたことがある。
日下部 洋子（くさかべ ようこ）
御子柴法律事務所の事務員。御子柴の過去については知らない。
宝来 兼人（ほうらい かねと）
津田亜希子の前担当弁護士。「HOURAI法律事務所」の代表で、2人の弁護士と140人の事務員をかかえている。専門は債務整理でノウハウ本も何冊か出版し、昨今はバラエティ番組にも顔を出すなど荒稼ぎし、成り金弁護士という異名をとる。名誉への執念も強く、今年の弁護士会会長選挙にも出馬したが最下位という悲惨な結果に終わった。しかしそれすらも「東京弁護士会会長候補」と名刺に入れるくらいの厚かましさも持ち合わせている。報酬も宣伝効果もない弁護は着手する価値がないと断言する。顔立ちは貧相。
谷崎 完吾（たにざき かんご）
80歳。東京弁護士会前会長。会長を辞してもいまだ隠然たる発言力をもつ。御子柴の過去を知ったうえでもアウトローな御子柴に肩入れするだけでなく、自身が領袖としてなお幅を利かせている自由会から東京弁護士会会長選挙へ出馬するよう薦めてくる。
久米（くめ）
谷崎に代わって東京弁護士会会長となった人物。今作では名前のみ登場。
眞鍋（まなべ）
東條製材所保険金殺人事件の裁判長。谷崎の大学の後輩。御子柴のことは今日びの弁護士には珍しく外連味のある論理展開をすると称賛していたらしい。
岬 恭平（みさき きょうへい）
津田伸吾殺害事件の控訴審で御子柴と対峙する検事正。55歳。検察官になって四半世紀近くになるが、前の名古屋地検では長をつとめ、今年4月に東京地方検察庁に転任し（事実上は栄転）、次席検事となった。御子柴とは今から数年前にも法廷で対峙したことがあるが、検察側が求刑した懲役15年を執行猶予つきの懲役3年にまで減刑されるという岬の惨敗に終わったため、不倶戴天の敵だと感じている。宝来については人間性そのものを嫌っている。
良く言えば熱血漢、悪く言えば感情的。検察官の本懐は失点なく職務を遂行することではなく、国と国民が正義と信じるものを貫くことだと思っている。
10年近く前に妻を亡くしている。司法試験に合格して将来を嘱望されていたにもかかわらず、音楽家の道を選んだ洋介という一人息子がいるが、数年来没交渉である。
横山（よこやま）
事務官。岬を検察官の鑑だと思い、一挙手一投足を観察している。子供のような天真爛漫さがあるが、思ったことがすぐに顔に出てしまう。
大塚 俊彦（おおつか としひこ）
津田伸吾殺害事件の裁判員裁判の裁判長。
角崎 元（かどさき げん） / 岡本 紀子（おかもと のりこ）
津田伸吾殺害事件の裁判員裁判の裁判員。
三条 護（さんじょう まもる）
東京高等裁判所の裁判官で、津田伸吾殺害事件控訴審の担当裁判長。岬の大学の先輩で岬よりも7つ年上だが、年下にも礼儀を尽くす。見た目は柔和そのものだが、外面に反し、司法判断が厳罰化に傾く以前から凶悪犯罪の被告人には冷徹に厳しい判決を下すと言われている。

### 津田伸吾殺害事件関係者
津田家
津田 亜希子（つだ あきこ）
神戸市出身だが、現在は世田谷区太子堂で夫と娘2人と4人暮らし。35歳だが、容姿は十人並みで背も低く、第一印象はひたすら平凡な主婦といった感じで10歳は老けて見える。結婚前にも会計事務所に勤めていたが、2年前から緑川会計事務所でパートとして働いていた。
「津田伸吾殺害事件」の被告人。容疑を全面的に認めていながら、ひたすら減刑を望む身勝手な発言を繰り返す。
津田 伸吾（つだ しんご）
事件の被害者で殺害される。享年39。3年前にリストラされるまではコンピュータ・ソフトの開発を手掛ける会社で開発部長を務めていた。しかしその後は無職のままで、引きこもり状態で株式投資に手を出し、800万近くあった退職金は40万まで減っていた。
津田 美雪（つだ みゆき）
亜希子と伸吾の長女。長い髪で華奢な体をしており、病弱。13歳。
津田 倫子（つだ りんこ）
亜希子と伸吾の次女。話した相手の人となりを即座に把握してしまうようなところがあり、6歳とは思えない大人びた物言いと行動をとる。御子柴の冷たい態度や言葉にも全く動じず、「センセイ」と呼んで懐く。
津田 要蔵（つだ ようぞう）
70歳。伸吾の実父で亜希子の義父。元小学校教諭。5年前から太子堂区内の民生委員をつとめており、何度か住民に宝来の事務所を紹介していたよしみで、伸吾の事件も宝来が担当することになった。妻はとっくに亡くなっているが、長男・伸吾の他に次男・隆弘という息子夫婦と孫（男3人）がおり、一緒に暮らしている。亜希子のことは伸吾にはできすぎた嫁だと思っており、減刑を望んでいる。白髪で皺の目立つ顔をしているが、血色は良く艶もあり、シャツの上からでも筋肉質なのがわかる。勘が良く、人間に対する観察力も鋭い。
吉脇 謙一（よしわき けんいち）
亜希子が勤める緑川会計事務所の公認会計士で、亜希子が想いを寄せているという人物。伸吾と同い年。実は半同棲している恋人がおり、近々籍を入れる予定。すらりと背が高く、スポーツマンといった風貌で顎の線も鋭い。
斉藤（さいとう）
津田伸吾宅の隣に住む住人。派手な喧嘩や異変があったら知らせて欲しいと要蔵からお願いされていた。
成美（なるみ）
亜希子の実母。控訴審を傍聴しに来る。

### 世田谷警察署
神山 康夫
世田谷警察署の司法警察員で警部補。亜希子の調書を作成した。
高木 勝也
世田谷警察署の司法警察員で巡査部長。要蔵の調書を作成した。
黒田 杜夫（くろだ もりお）
世田谷警察署の司法警察員で巡査部長。吉脇の調書を作成した。
初田（はつだ）
世田谷警察署強行犯係で津田亜希子の事件の責任者。検挙した組員に執行猶予がつけられたりと、何度も御子柴には煮え湯を飲まされている。

### その他
紅林（くればやし）
八王子メディカルセンターの産婦人科医。津田美雪と倫子をとりあげた。
高峰（たかみね）
子供時代、亜希子一家が福岡に住んでいたころ、当時の町内会長だった人物。現在86歳。
溝端 庄之助（みぞはた しょうのすけ）
元医者。個人経営だったが近所には歯科しかなかったため、小児科・内科・泌尿器科など総合病院のようにありとあらゆる症例を診ていた。現在は福岡市早良区飯倉在住。頭頂部がすっかり禿げ上がり、好々爺然としているが、老人特有の狡猾さも垣間見える。妻は5年前に亡くなった。足が不自由。
青柳 俊彦（あおやぎ としひこ）
30代後半のサラリーマン風の男。茅場町にある東京モーゲージという金融業に従事し、不動産や証券の担保融資で津田伸吾を担当していた。
過去の人物
稲見（いなみ）
御子柴が園部信一郎として関東医療少年院に入っていたころの担当教官。今作では名前のみ登場。
麻理香（まりか）
亜希子が小学4年生の時、1番メンバーが多い女児グループのボス格だった女の子。成績はいつも3番以内の優等生だが、常に自分のための生贄を必要とし、誰かをいじめていた。
朋美（ともみ）
おとなしく目立たない存在で麻理香にいじめられていた女の子。親友とまではいかないが、亜希子の数少ない話し相手。5歳のころからピアノを続けており、ショパンの「ノクターン第二番」をいつも学校で弾いていた。

## オーディオブック
2023年9月1日にAudibleで配信開始された。朗読は池添朋文。